# Latvijas Radio
Latvijas Radio (en español: «Radio Letona») es la organización de radio pública de Letonia. Es una de las empresas que conforma la radiodifusión pública letona junto con Latvijas Televizija (televisión). 
La compañía fue fundada el 1 de noviembre de 1925 bajo un modelo de servicio público. Actualmente gestiona cinco emisoras de radio nacional, una plataforma de radioteatro y una emisora musical en colaboración con la Universidad de Letonia. 
Desde 2013, tanto la radio como la televisión colaboran en la plataforma Latvijas Sabiedriskais medijs (LSM, «Radiodifusión Pública de Letonia»), una organización conjunta que ofrece contenidos interactivos como un portal web informativo y servicios de streaming. Así, todos los medios públicos se integraron en LSM desde el 2 de enero de 2025.
Latvijas Radio, dentro de LSM, es miembro de la Unión Europea de Radiodifusión desde 1993.

## Servicios

### Radio
Latvijas Radio cuenta con seis emisoras de radio: cinco con cobertura nacional y una disponible solo en Riga. Todas ellas pueden sintonizarse también a través de internet.
| Logo | Programación |
| ---- | --- |
| LR1  | Latvijas Radio 1: Emisora principal de la radio pública letona, fundada en 1925. Su programación está centrada en noticias, magacines y espacios hablados. Toda su programación es en idioma letón.                                             |
| LR2  | Latvijas Radio 2: Emisora especializada en música contemporánea, country y jazz. Comenzó sus emisiones en 1995. |
| LR3  | Latvijas Radio 3 - Klasika: Emisora especializada en música clásica, contemporánea académica y música tradicional letona. Empezó a emitir en 1996.                                                                                              |
| LR4  | Latvijas Radio 4 - Doma laukums: Emisora dedicada a las lenguas minoritarias. La gran mayoría de su programación es en idioma ruso y cuenta con espacios informativos, culturales y musicales.                                                  |
| LR5  | Latvijas Radio 5 - Pieci.lv: Emisora dirigida a un público entre los 14 y los 35 años. Está especializada en música pop y tendencias culturales. Consta de una emisora en FM y nueve emisoras temáticas digitales.                              |
| LR6  | Latvijas Radio 6 - Radio NABA: Inaugurada en 2002, es una emisora de radio juvenil producida en colaboración con la Universidad de Letonia. Está especializada en música experimental y programas culturales. Solo dispone de señal FM en Riga. |